# Wolfgang Magnusson
Allan Henry Wolfgang Magnusson, född 11 augusti 1898 i Stockholm, död där 3 maj 1982, var en svensk läkare och röntgenolog.
Wolfgang Magnusson var son till fabrikören Johan Henrik Magnusson. Han blev student 1916 och studerade därefter vid Karolinska Institutet, blev medicine kandidat 1925 och medicine doktor 1935. Efter förordnanden vid Karlskrona lasarett 1923–1927, vid Serafimerlasarettets röntgeninstitut 1927–1928 och 1931–1932 samt vid Radiumhemmet 1928–1930 var Magnusson vid Sofiahemmets röntgeninstitut 1933–1941 och överläkare vid Maria sjukhus 1942–1943. Från 1944 var han överläkare vid Södersjukhusets röntgendiagnostikavdelning och sedan 1936 docent i medicinsk radiologi vid Karolinska Institutet. 1942 blev han ledamot av Medicinalstyrelsens vetenskapliga råd. Magnusson blev marinläkarstipendiat 1922 och marinläkare av första graden 1930. Han publicerade flera radiologiska arbeten samt den populärvetenskapliga boken Röntgendiagnostik (1945).